# Гардинер, Карен
Карен Гардинер-Ках (англ. Karen Gardiner-Kah; род. 17 мая 1960 года, Аделаида, штат Южная Австралия) — австралийская конькобежка, специализирующаяся в конькобежном спорте и шорт-треке. Серебряная призёр чемпионата мира 1985 года. Участница Олимпийских игр 1988, 1992 и 1994 годов. 

## Биография
Карен Гардинер младшая дочь Билла и Ширли Янг, она начинала как фигуристка и перешла на конькобежный спорт. Её международная карьера началась в 1985 году на чемпионате мира по шорт-треку в Амстердаме, где она завоевала свою серебряную медаль в беге на 1000 м и заняла 4-е место в личном многоборье.  Она зарекомендовала себя как ведущая конькобежка страны, с отличием выступая на международной арене как в шорт-треке, так и на длинных дистанциях. 
В феврале 1986 года в Амстердаме на чемпионате мира в классическом многоборье она заняла общее 30-е место. В апреле на чемпионате мира по шорт-треку в Шамони в многоборье стала 12-й. В январе 1987 года на Кубке мира в Лейк-Плэсиде по конькобежному спорту Карен заняла лучшие 8-е место в беге на 1500 м и 10-е на 3000 м. 
В феврале на чемпионате мира в классическом многоборье в Уэст Аллисе поднялась на 28-е место. На чемпионате мира по шорт-треку в Монреале остановилась на 37-м месте в общем зачёте. В 28 лет она участвовала в показательных соревнованиях по шорт-треку 1988 года на Олимпийских играх в Калгари, где заняла 16-е место на дистанции 500 м, 21-е на 1000 м, 24-е на 1500 м и 20-е на 3000 м. 
В 1990 году на чемпионате мира по шорт-треку в Амстердаме Карен заняла 18-е место. Через год на командном чемпионате мира по шорт-треку в Сеуле в составе женской команды заняла 8-е место. В феврале 1992 года на Олимпийских играх в Альбервилле она побила мировой рекорд на дистанции 500 метров, но, к сожалению, была дисквалифицирована в предварительных забегах.
В 1993 году на чемпионате мира по шорт-треку в Пекине в общем зачёте стала 18-й и заняла 9-е место в эстафете. Через год на Олимпийских играх в Лиллехаммере заняла 12-е место в беге на 500 м и 12-е в беге на 1000 м.
Она вышла замуж за хоккеиста Уэйна Гардинера, а затем повторно вышла замуж за олимпийского конькобежца  Джонни Каха, брата  Дэнни, который также был олимпийским конькобежцем. Все трое участвовали в одной и той же Олимпиаде. Все трое также были включены в список почетных участников австралийских гонок на льду. В 2014 году Карен была награждена Почетной грамотой, врученной 145 женщинам Южной Австралии во время столетия избирательного права женщин.
В 2016 году её дочь Джейми была одной из лучших жокеев Южной Австралии в возрасте 20 лет, выиграв сто побед в сезоне. Это был подвиг, которого она уже достигла в 17-летнем возрасте, претендуя в том же сезоне на звание премьер-жокея Аделаиды.